# Rohdendorfia montivaga
Rohdendorfia montivaga är en tvåvingeart som beskrevs av Violovitsh 1984. Rohdendorfia montivaga ingår i släktet Rohdendorfia och familjen blomflugor. Inga underarter finns listade i Catalogue of Life.